# James Fergusson (historicus)

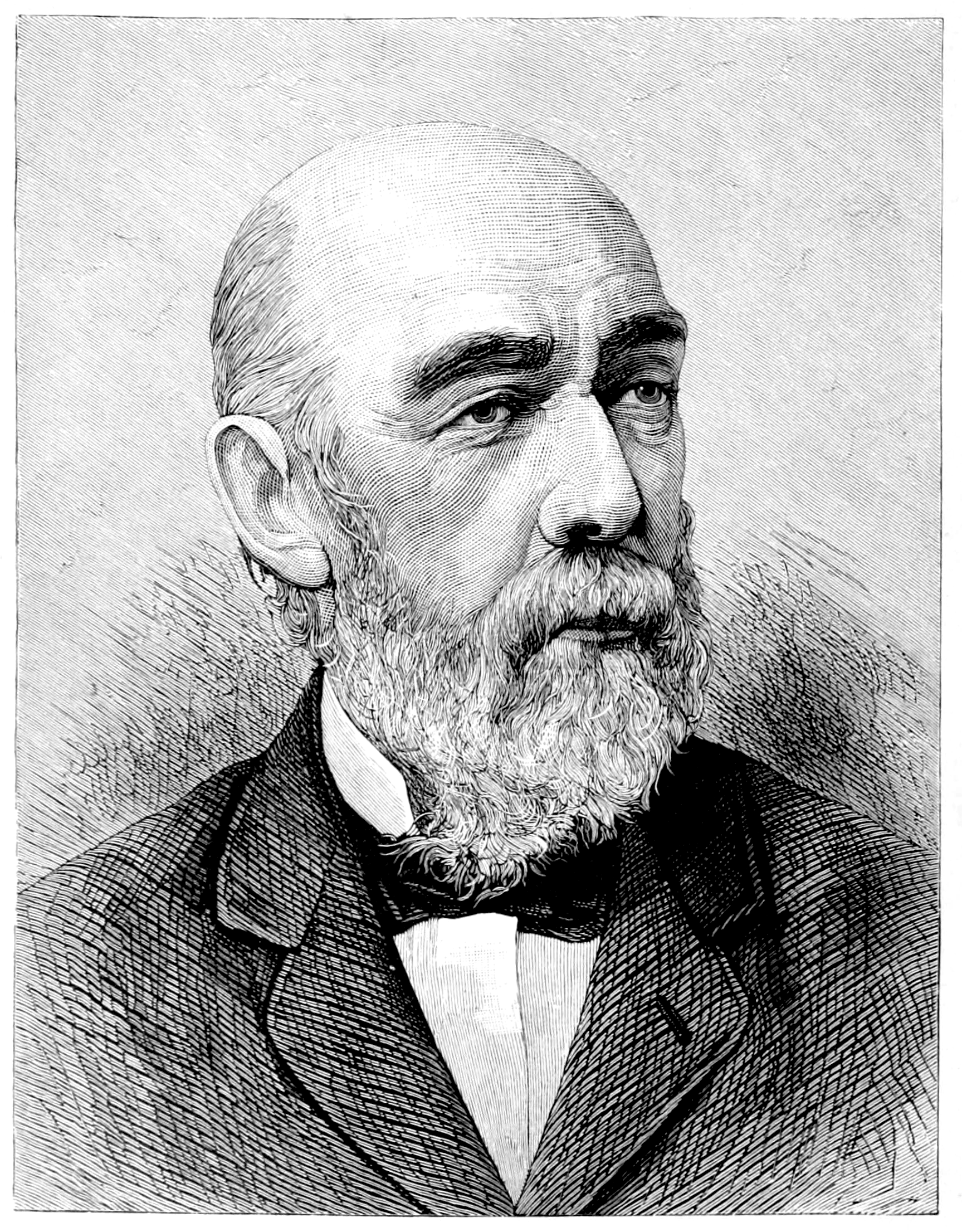
James Fergusson

James Fergusson (Ayr, 22 januari 1808 - Londen, 9 januari 1886) was een Schots architectuurhistoricus en tekenaar. Hij is vooral bekend om zijn studie van de antieke bouwstijlen van India.
James Fergusson was de zoon van William Fergusson (1773 - 1846), een Schots legerarts. Hij bracht een jaar of tien door in India, waar hij een fortuin vergaarde in de productie van indigo en een interesse ontwikkelde voor de archeologische schatten van het land. Hij vestigde zich in Londen, waar hij een boek uitbracht over ruïnes van tempels en andere monumenten in India (The Rock-cut Temples of India, 1845). Het boek bevatte een groot aantal natuurgetrouwe schetsen. In 1855 volgde een groter werk van twee delen, waarin hij architectuur over de gehele wereld vergeleek. Later volgden nog meer boeken over architectuurhistorie.
Als zelfstandig architect heeft Fergusson niet veel achtergelaten, maar hij was als adviseur betrokken bij de constructie van het Crystal Palace voor de Great Exhibition van 1851 en de Royal Albert Hall. Zijn onderzoek naar de historische bebouwing van Jeruzalem zette hem tot de theorie dat de Omarmoskee, en niet de Heilig Grafkerk, over het graf van Jesus gebouwd is. Hij schreef artikelen om zijn theorie te verdedigen, en de controverse die hij ermee veroorzaakte was mede aanleiding tot de oprichting van het Palestine Exploration Fund.